# ورزشگاه آدولف-کرون
ورزشگاه آدولف-کرون (به فرانسوی: Stade Adolphe-Chéron) یک ورزشگاه فوتبال در فرانسه است که در سن-مر-د-فوسه واقع شده‌است.